# Chronologie d'Arles
Pour des articles plus généraux, voir Histoire d'Arles et Arles.

Blason de la ville d'Arles

Cette chronologie d'Arles liste les événements historiques de la ville d'Arles, située en France dans le département des Bouches-du-Rhône en région Provence-Alpes-Côte d'Azur.

## Avant les Romains
- Vers 800 av. J.-C. : la région rhodanienne et provençale occupée par les Ligures voit l'arrivée progressive de Celtes, d'où le terme celto-ligure s’appliquant aux indigènes.
- Vers 625 av. J.-C. : premières traces d'occupation sur l'îlot rocheux d'Arles.
- Vers 600 av. J.-C. : les Phocéens, marins grecs originaires d’Asie mineure fondent la ville de Marseille et s'installent en Provence. Très rapidement, ils créent des comptoirs sur le littoral et aux embouchures des fleuves.
- Vers 540 av. J.-C. : Sur le site d'Arles, fondation d'un emporion appelé Théline (La Nourricière) par les grecs de Marseille[1].
- Vers 500 av. J.-C. : l'arrivée des immigrés à Marseille à la fin du VIe siècle av. J.-C. entraîne une transformation de l'emporion vers la fondation d'une colonie structurée quant à l'organisation de son habitat.
- Vers 380 av. J.-C. : probablement lors de la poussée celte du début du IVe siècle av. J.-C., la cité revient sous domination autochtone et reprend son patronyme d'Arelate (la ville des marais) : le lieu situé près (are) de l'étang (late).
- 218 av. J.-C. (à la fin août) : lors de la deuxième guerre punique, Hannibal franchit le Rhône à quatre journées de marche de la mer[2], soit probablement au nord d'Arles entre Tarascon et Avignon.
- Vers 200 av. J.-C. : à la fin du IIIe siècle av. J.-C., Arles participe probablement à la fédération des Salyens qui se forme à partir de la réunion des « Celto-Ligures » de Provence autour de centres proto-urbains, placés sous le contrôle d'une aristocratie locale.

## L'époque romaine
- 49 av. J.-C. : Arles aide Jules César lors de la guerre civile en construisant douze vaisseaux de guerre utilisés contre Marseille.
- 46 av. J.-C. : fondation de la colonie romaine d’Arles  pour les vétérans de la VIe légion.
- Vers 40 av. J.-C. : début d'un plan d'urbanisme monumental portant sur la création de fortifications et la construction de trois édifices majeurs : le forum, l'arc du Rhône et le théâtre.
- Vers 80 : nouveau plan d’aménagement urbain sous la dynastie flavienne (69-96) en raison de expansion de la cité liée au développement économique et commercial. Après la première urbanisation augustéenne, le nouveau projet nécessite la modification du tracé nord de la première enceinte romaine pour permettre la construction des arènes.
- Vers 150 : nouveau développement urbain avec notamment la construction du cirque romain et l'aménagement de Trinquetaille en quartier résidentiel.
- 254 : première mention historique de l'Église arlésienne dans une lettre papale d’Étienne Ier.
- Vers 257, 268-278 et 289-292 : invasions de la seconde partie du IIIe siècle et destruction des quartiers suburbains et de Trinquetaille.
- Vers 303 : les persécutions de Dioclétien contre les chrétiens ont laissé trace à Arles d'une légende : le martyre de Saint Genest
- 307 : Constantin à Arles ou à Trèves pour son mariage avec la fille de Maximien, Fausta
- 308-310 : Maximien chassé par ses troupes se réfugie dans la cité jusqu'en 310
- 313 : transfert de l'atelier de frappe d'Ostie à Arles. Les frappes arlésiennes seront poursuivies durant tout le IVe siècle et au début du Ve.
- 314 : sollicité par les évêques chrétiens africains pour son arbitrage impérial, Constantin organise un concile à Arles (cf. conciles d'Arles) le 1er août 314 pour y faire condamner le donatisme. Ce concile se déroule dans l'église construite sur un ancien temple antique dédié à la Bonne Déesse et devenue depuis Sainte Marie Majeure, puis Notre Dame de la Major.
- 314 et 316 : résidence de Constantin Ier dans la cité. Son fils Constantin II y nait le 7 août 314 et la cité d'Arles va recevoir peu après, en 328, le surnom de Constantina qu'elle conservera jusqu'en 340.
- 353 : concile organisé à l’instigation de Constance II et présidé par l'évêque Saturnin. Ce concile consacre temporairement l'arianisme.
- Vers 365 : Arles est décrite par le poète Ausone dans un ouvrage recensant les 17 villes les plus importantes de l'Empire ( Ouvre, Arles, douce hôtesse, ton double port…)
- 371 : Arles est le point de départ de l'expédition organisée par Théodose l'Ancien pour réprimer la révolte des Provinces d’Afrique contre Valentinien.
- 407 : l'administration impériale déplace la préfecture du prétoire des Gaules située jusqu'alors à Trèves sur Arles (PALANQUE J.R. fixe cette date un peu plus tôt à 395). La cité provençale connaît en conséquence une véritable renaissance un siècle exactement après Constantin Ier.
- 408-411 : le général romain, proclamé empereur, Constantin III s’établit dans la cité en 407 ou probablement au début de 408 jusqu'en 411.
- 411 : après trois mois de siège prise de la ville à la fin de l'été 411 par le patrice Constance envoyé par l’empereur légitime Honorius.
- 411-414 : Constance réside à Arles jusqu'en 414 date du départ des Wisigoths d'Athaulf en Espagne.
- 417 : le 22 mars, Zosime qui vient d'accéder à la papauté élève l'Église d'Arles au rang de primatiale des Gaules en faveur de son évêque Patrocle. Toutefois ce privilège est de courte durée : il est annulé dès 418 par Boniface Ier, le successeur de Zosime.
- 418 : Édit d'Honorius et Théodose. Par l'édit du 17 avril 418, reçu à Arles le 23 mai, Honorius renforce le rôle de la cité d'Arles qui est choisie comme lieu d'assemblée annuelle des sept-provinces.
- 425 : le général romain Aetius oblige les Wisigoths à la retraite devant la cité.
- 425 : la présence de juifs à Arles est attestée dès 425 par le décret de l'empereur Valentinien III envoyé à Patrocle l’évêque de la cité et à Amatus le préfet des Gaules. Cette présence est confirmée en 443 par les canons du concile d'Arles puis en 449 lors des funérailles de l'évêque Hilaire (429-449).
- 428 : écroulement du pont de bateaux d'Arles sous l'affluence des fidèles qui traversent d'une rive à l'autre pour la célébration annuelle du martyre de Saint Genès.
- 430 : la ville est assiégée sans succès par les Wisigoths.
- vers 430 :  apparition du phénomène des habitations parasitaires, dans les bâtiments et espaces publics en raison de la croissance de la population due au transfert de la Préfecture et de la recherche d’une protection améliorée auprès des remparts de la ville.
- 449 : Sidoine Apollinaire décrit les fêtes données à Arles pour l'inauguration du consulat d'Astère et de Protogène.
- 450 : conflit entre les diocèses d'Arles et de Vienne. Le pape attribue les fonctions de métropolitain à l'évêque de Vienne dans les diocèses de Valence, Tarentaise, Genève et Grenoble, tandis que les autres cités de la Viennoise et de la Narbonnaise restent du domaine du métropolitain d'Arles.
- 451 : au printemps 451, Aetius s’attarde à Arles pour obtenir des renforts pour défendre l'Empire contre Attila qu'il vaincra en juin devant Orléans, puis en septembre lors de la bataille des champs Catalauniques, près de Troyes.
- 453 : la cité est à nouveau attaquée par les Wisigoths qu'elle réussit à repousser grâce à la résistance et à la diplomatie de Tonance Ferréol, préfet du prétoire des Gaules.
- 455 : le 9 juillet à Arles (à Beaucaire, d’après d’autres sources), Avitus est proclamé empereur d’occident.
- 456 : à la suite d'un coup d’État, Avitus doit quitter Rome et se réfugie à Arles où après avoir rassemblé des troupes, il tente de reconquérir son titre en Italie.
- 457-458 : siège de la ville par le wisigoth Théodoric II. Arles est sauvée par l'intervention de l'empereur Majorien.
- 458-461 :  Majorien réside dans la cité.
- 471 : défaite d'une armée romaine conduite par Anthemiolus, le fils de l'empereur Anthémius, face aux troupes d'Euric près d'Arles.
- 472 : Arles résiste à un siège des Wisigoths
- 473 : prise de la cité, ainsi que la ville de Marseille, par les Wisigoths.
- 475 : la Provence revient temporairement sous l'autorité romaine après la cession de l'Auvergne aux troupes d'Euric.
- 476 : Euric poursuit ses conquêtes en se rendant d'abord maître d'Arles et de Marseille, et de là toute la partie de la Provence en deçà de la Durance.
- 484 : Euric meurt de mort naturelle lors d'un séjour à Arles en novembre ou décembre 484.
- 495-500 : Arles passe sous la domination du roi burgonde Gondebaud au plus tard en 499 ou 500.

## Le haut Moyen Âge
- 501 : à l'occasion du conflit entre Francs et Burgondes (500-501) la ville repasse  sous le contrôle des Wisigoths; en effet, pour se défendre de son frère Godégisile et de Clovis qui l'assiègent à Avignon, Gondebaud doit s'allier avec le roi Wisigoth Alaric II qui profite de la situation pour récupérer la cité.
- 502 : les Francs et les Burgondes réconciliés essayent de prendre la cité, une première fois par Thierry, fils de Clovis, qui est battu près d'Arles, puis dans la plaine de Bellegarde probablement au début de 502.
- 507-508 : les Francs et les Burgondes interviennent une seconde fois après la bataille de Vouillé et la mort du roi Alaric. Lors de cette seconde tentative, la cité assiégée est secourue par les Ostrogoths de Théodoric le Grand.
- 511-536 : Libérius, préfet du prétoire des Gaules nommé par Théodoric.
- 512 : Césaire, après avoir fait une première tentative hors des murs dans les années 506-507, installe finalement le 26 août 512 le monastère Saint-Jean dans l'angle sud-est du rempart où sous le nom de Saint-Césaire, il est demeuré jusqu'à la Révolution.
- 513 : l'archevêque Césaire reçoit du pape Symmaque le droit de porter le pallium et devient ainsi son représentant en Gaule.
- 534 : la ville est assiègée par Thibert (ou Théodebert).
- 536 : cession de la cité et de la Provence par les Ostrogoths aux Francs. Au cours de l'hiver 536 / 537, Thibert fils de Thierry et son oncle Childebert viennent prendre possession de leur nouvelle acquisition.
- 548 : Aurélien fonde à Arles un monastère pour hommes sur ordre du roi Childebert. Ce monastère intra-muros, dénommé des Saints-Apôtres, est à l’origine de l’église Sainte-Croix dans le Bourg-Vieux.
- 549-600 : peste de Justinien; elle est évoquée à plusieurs reprises par Grégoire de Tours dans son Histoire des Francs : il la cite en particulier à Arles en 549. Quelques années plus tard, en 588, l'épidémie toujours présente emporte l'archevêque Licerius.
- 561 : partage de la Provence et création du couloir austrasien reliant l'Auvergne à Marseille et isolant Arles.
- 567 : une épouse de Gontran roi de Bourgogne (561-591), est enfermée chez des moniales arlésiennes.
- 570 : Arles est assiégée à deux reprises, initialement par les généraux Austrasiens Firmin et Audovère qui s'emparent de la cité, puis par les troupes du comte burgonde Celsus envoyées par Gontran qui bénéficiant d'un stratagème de l'évêque Sapaudus, écrasent l'armée austrasienne et reprennent la ville.
- 574 : Arles est assiégée par les Lombards qui pillent la ville et razzient le bétail de la Crau.
- 580 : une crue historique noie les faubourgs de la ville ; le cirque d'Arles dévasté ne sera jamais réhabilité.
- 585 et/ou 587 : Arles est assiégée par les Wisigoths qui en représailles de l'invasion de la Septimanie par Gontran en 585, inondent la ville en détournant les eaux du Rhône. La cité a probablement été deux fois l'objet de représailles, en 585-586 et 587. Au cours de cet épisode, la région et la ville d'Arles sont défendues par Leudegisèle.
- 591 : le pape Grégoire le Grand réprimande l'archevêque d'Arles, Virgile, à la suite de nombreuses plaintes à propos de conversions forcées de juifs chassés d'Orléans qui se réfugient en Provence;
- 595 : le 12 août, Grégoire le Grand adresse à l'archevêque Virgiles sa lettre O quam bona sur la simonie, pour le mettre en garde contre les méfaits de cette hérésie.
- 596 : préparation à Arles et à Marseille de la mission d'évangélisation de l'Angleterre, confiée à Augustin.
- 597 : le 17 novembre, Augustin de Cantorbéry est de retour à Arles après avoir converti le roi, (la reine Berthe petite-fille de Clovis était chrétienne) et les principaux officiers. À la demande de Grégoire Ier,  et entourés de nombreux évêques, il est consacré  archevêque de l'Église d'Angleterre dans la basilique Saint-Trophime par l'archevêque d'Arles, Virgile, alors vicaire du Saint-Siège en Gaules.
- 613 : le pape Boniface IV confère le pallium et le vicariat des Gaules à l'évêque d'Arles Florianus.
- 634-656 : sous Dagobert Ier puis Clovis II, présence d'une Provence arlésienne (en opposition à la Provence marseillaise); cette Provence arlésienne semble aller de pair avec l'existence, comme au siècle précédent sous Gontran, du couloir austrasien.
- 663-673 : sous Clotaire III, présence d'une Provence arlésienne.
- 675-681 :sous Thierry III, présence d'une Provence arlésienne.
- 682 : concile présidé par l'évêque d'Arles Felix au sujet du célibat des prêtres.
- 683-788 : trou dans la liste épiscopale entre les évêques Wolbertus et Elifant.
- vers 714 : révolte du patrice Anthénor entraînant des troubles en Provence.
- 794 : au concile de Francfort, les limites entre les provinces ecclésiastiques d'Arles et de Vienne sont à nouveau débattues. Arles perd les diocèses d'Aix et d'Embrun, qui sont élevés au rang de métropoles, mais conserve cependant huit suffragants : Marseille, Toulon, Orange, Saint-Paul-Trois-Châteaux, Avignon, Vaison, Cavaillon et Carpentras.
- 800 : Théodulf, évêque d'Orléans, de passage dans la cité signale tous les produits qu'on peut y trouver grâce à son port : draps de soie, peaux de Cordoue, encens, ivoire et bien d'autres produits de la Syrie, de la Perse et de l'Inde; Arles est à cette époque un port franc prospère ouvert sur le monde méditerranéen.
- 800-820 : Arles se trouve sur un des itinéraires des marchands chrétiens et juifs qui vont vendre des esclaves à Cordoue (Espagne).  Agobard (778-840), évêque de Lyon, reproche par exemple aux juifs d'y amener des chrétiens enlevés à Arles et Lyon.
- ap. 843 : le diacre Florus, parle en effet d' Arelas optima portus (Arles, riche port).
- 865-870 : le géographe arabe Ibn Khordadbeh dans son livre des Routes et des Royaumes évoque les marchands juifs qu'il appelle Radhanites et qui à partir des ports du pays franc (ie Arles et Marseille) se dirigent vers le Moyen-Orient, emportant des marchandises d'origine septentrionale (esclaves, épées et peaux) pour ramener des épices.
- 911 : véritable maître du Royaume, Hugues d'Arles s'installe à Arles qui devient la vraie capitale et Vienne que la résidence du malheureux souverain infirme Louis III.
- 911-920 : fortes tensions entre l'aristocratie locale et l'aristocratie bourguignonne amenée par le comte Hugues; ces tensions qui se traduisent parfois par des meurtres, culminent dans les années 915-920.
- 923 : l’archevêque d’Arles Manasses cède à l’Église de Marseille, menacée par les bandes sarrasines, les églises de Fos et l’abbaye Saint-André de la Cape où l’évêque de Marseille, Drogo (?) peut se réfugier.
- 924 : les Magyars dévastent la Provence et la vallée du Rhône en 924. Ils atteignent Mende et Nîmes, en épargnant la cité d'Arles, probablement mieux défendue.
- 924 : Raoul, neveu du roi Boson de Provence et frère de Hugues le Noir, élu roi des Francs, intervient dans le royaume de Provence. Hugues d'Arles lui consent hommage et scelle une alliance par le mariage de Berthe, sa nièce avec Boson le frère de Raoul.
- 926 : Boson d'Arles succède à son frère Hugues en tant que comte d'Arles lorsque celui-ci quitte Arles pour l'Italie.

## Le Moyen Âge
- 1120 : passage du pape Calixte II à Arles; il consacre l'église Saint-Julien.
- 1144-1162 : guerres Baussenques. Arles soutient au début la maison des Baux.
- 1152 : le 29 septembre, Raimon de Montredon organise la translation des reliques de saint Trophime, des Alyscamps à la basilique Saint-Étienne, qui perd probablement alors ce patronyme au profit de l'actuel Saint-Trophime.
- 1178 : le 30 juillet, couronnement de l'Empereur romain germanique, Frédéric Ier Barberousse par l'archevêque d'Arles.
- 1180-1190 : création d'une nouvelle enceinte englobant les quartiers du vieux Bourg, du Bourg-neuf et du Marché; elle est pratiquement terminée en 1190.
- 1231 : le 18 juin, signature de l'acte de fondation du couvent des Dominicains.

## Le Moyen Âge tardif
- Vers 1300-1320 : la ville d'Arles accueille les juifs chassés du Languedoc. D'après Louis Stouff, la ville aurait alors compris environ 250 feux, chiffre qui ne sera jamais plus égalé et qui restera le plus important dans l'histoire d'Arles. Le Rabbin et philosophe juif averroïste Joseph ibn Caspi, s'installe ainsi en Provence d'abord à Tarascon en 1306 puis à Arles en 1317.
- 1309 : installation de la papauté à Avignon. Les prélats arlésiens sont peu présents dans leur diocèse et Arles cesse d'être la résidence de ses archevêques.
- 1365 : le 4 juin, Charles IV roi de Bohême se fait couronner comme son prédécesseur Frédéric Barberousse, roi d'Arles à la cathédrale Saint-Trophime.
- 1396 : le 14 novembre, une crue du Rhône, signalée par le chroniqueur arlésien Bertrand Boysset noie les bas quartiers de la ville (la Roquette) sous deux mètres d'eau.
- 1475 : réduction du diocèse d'Arles par détachement du diocèse d'Avignon attribué en 1474 à Julien de la Rovere, le futur pape Jules II, avec comme suffrageants les évêchés comtadins de Carpentras, Cavaillon et Vaison.
- 1483 : Arles, Terre Adjacente de Provence, est réunie avec la Provence au royaume de France peu de temps après la mort du roi René (1481), son dernier comte.
- 1484 : sac de la juiverie d’Arles en juin 1484.
- 1497-1500 : agrandissement de la place de la République.

## Les temps modernes
- 1512 : création de la Confrérie de Saint-Georges, probablement pour défendre ses membres, des gardians, contre un enrôlement abusif dans l'armée.
- 1516 : François Ier passe à Arles en 1516 lors de son retour d'Italie et visite les monuments romains.
- 1536 : le 20 août 1536, les Arlésiens arrêtent la seconde invasion de la Provence conduite par Charles Quint.
- 1540 : la ville d'Arles négocie le dessèchement des marais qui entourent la ville avec le comte de Paucallier.
- 1550 : creusement du canal de Craponne (du nom de son constructeur Adam de Craponne) reliant la Durance au Rhône en aval d'Arles.
- 1553 : construction du beffroi, appelé aujourd'hui tour de l'horloge, couronné en 1555 par une statue de Mars dite l'Homme de Bronze coulée par Laurent Vincent d'Avignon.
- 1564 : visite royale de Charles IX et de sa mère Catherine de Médicis. La caravane royale y est retenue par une crue du Rhône du jeudi 16 novembre au 7 décembre.
- 1579-1580 : peste; la peste éclate en 1579 et continue ses ravages une grande partie de l'année suivante. Tout danger n'est écarté qu'au début de 1581 quand par ordre des consuls, une grande procession du Saint-Sacrement est organisée pour rendre grâces à Dieu de la disparition de l'épidémie.
- Vers 1590 : Jacques Audier et Philippe Larcher font de nouvelles propositions concernant le dessèchement des marais du Trébon, du Plan du Bourg et Coustières de Crau. Ces propositions restent sans suite sans doute à cause des sommes énormes nécessaires.
- 1599 : le roi Henri IV fait publier un édit accordant au hollandais Berg-op-Zoom, le privilège exclusif de faire le dessèchement de tous les marais de France.
- 1608 : Henri IV stoppe les travaux d'extension des remparts.
- 1622 : passage du roi Louis XIII en octobre 1622.
- 1622 : Création de la Société du Bel esprit.
- 1626 : installation des Jésuites à Arles.
- 1642 : le 16 juillet, convention entre les consuls, une association et Jean Van Ens, ingénieur hollandais, pour le dessèchement des terres marécageuses. Malheureusement, une conception insuffisante, des conflits locaux et une recrudescence des crues entraînant des coûts d'entretien trop importants vont ruiner le succès initial de l'entreprise.
- 1655 : le charcutier arlésien Godart introduit à Arles en provenance de Boulogne une recette de saucisson et crée ce qui deviendra la recette du saucisson d'Arles.
- 1666 : par lettres patentes, Louis XIV érige la Société du Bel Esprit en Académie d'Arles.
- 1675 : fin de la construction du nouvel hôtel de ville conçu par l’architecte arlésien Jacques Peytret aidé de Jules Hardouin-Mansart.
- 1675 : érection de l'obélisque sur la place de la République, en face de l'hôtel de ville.
- 1679-1789 : nouvelle politique d’alignement entreprise par les consuls. Cette politique qui se poursuit jusqu’à la Révolution, modifie considérablement l’aspect du centre-ville.
- 1680 : passage du roi Soleil en janvier 1680.
- 1706-1707 : réfection des remparts (Porte du Marché-neuf et façade du Rhône), sous la direction de M. de Saxy gouverneur du Mont-Royal, contre une invasion possible des troupes du duc de Savoie.
- 1708-1709 : l'hiver 1708-1709 ruine les récoltes et gèle les oliviers, inondations et disettes se succèdent.
- 1720-1721 : la grande peste de 1721 provoque un désastre démographique : elle emporte environ 10 000 habitants sur 23 000, soit plus du tiers de la cité.
- 1752 : à la fin janvier, émeute liée à une pénurie de blé générée par la spéculation. L’archevêque de Jumillac ordonne de faire des distributions de pain pour calmer le peuple. Toutefois, les meneurs sont sévèrement châtiés ; l’un est pendu, huit condamnés aux galères à vie et d’autres à dix et cinq ans.
- 1763 : après le parlement de Paris, celui d'Aix-en-Provence prononce un arrêt en 1763 contraignant les Jésuites à quitter le Provence.
- 1782 : création de la verrerie de Trinquetaille.
- 1788-1789 : hiver rigoureux avec gel des oliviers
- 1790 : création de la commune de Fontvieille par déduction du territoire arlésien.
- 1793 : le 14 juillet, trois cents Toulonnais débarquent à Arles par le Rhône pour rompre avec l'aide des monnaidiers arlésiens (républicains) la résistance chiffoniste (royaliste). Au cours des combats, il y a sept morts et une trentaine de blessés.

## Après la Révolution
- 1810 : démolition de la porte médiévale Saint-Étienne.
- 1817 : la sous-préfecture de Tarascon est déplacée à Arles.
- 1825 : début des travaux de déblaiement des arènes d'Arles
  - Le baron de Chartrouse (1772-1843), maire d'Arles, décide à partir de 1825 de dégager le théâtre et l'amphithéâtre romains des maisons qui l'encombrent. Il fait racheter une à une plus de 250 habitations et met en œuvre les expropriations et les destructions.
- 1830 : 1re course de taureaux dans les arènes libérées des habitations
- 1831 : numérotation des immeubles par la municipalité Pierre Fassin
- 1832 : 1re épidémie de choléra à Arles (2e pandémie mondiale) en septembre-octobre (452 décès)
- 1833 : début des travaux de déblaiement du théâtre antique
- 1834 : mise en service du canal d'Arles à Bouc commencé sous Napoléon Ier
- 1835 : 2e épidémie de choléra à Arles (2e pandémie mondiale) en juillet-août (438 décès)
- 1840 : crue du Rhône avec inondation de la ville et des campagnes.
- 1842 : le 30 avril, discours de Lamartine à la Chambre des députés pour que la ligne de chemin de fer Lyon-Marseille passe par Arles et non par Aix-en-Provence comme initialement prévu.
- 1846-1847 : crise économique et agricole
- 1848 : le chemin de fer de la ligne Paris Lyon Marseille (PLM) arrive à Arles (grâce à Lamartine). La ville reconnaissante donnera plus tard son nom à une place de la ville
- 1849 : éclairage des rues d'Arles; 3e épidémie de choléra à Arles (3e pandémie mondiale) en septembre-octobre (446 décès)
- 1850 : installation d'un château d'eau alimenté par une pompe à vapeur puisant dans le Rhône
- 1852 : 4e épidémie de choléra à Arles (3e pandémie mondiale) de juin à septembre (nombre de décès ??)

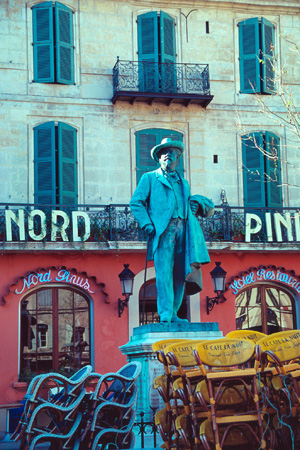
Statue de Frédéric Mistral (sur la place du Forum d'Arles), un des fondateurs du Félibrige

- 1854 : fondation du Félibrige par Frédéric Mistral et d'autres écrivains provençaux pour assurer la sauvegarde de la langue et des coutumes provençales
- 1854 : 5e épidémie du choléra à Arles (3e pandémie mondiale) du 15 juin au 23 août (1038 décès)
- 1856 : crue de printemps du Rhône. La ville et ses campagnes sont inondées. À la suite de cette catastrophe, la ville se protège en construisant les quais du Rhône
- 1856 : visite du couple impérial à Arles. L'empereur Napoléon III veut se rendre compte des dégâts provoqués par les inondations
- 1856 : création de Salin-de-Giraud au sud de la commune pour l'exploitation du sel
- 1865 : 6e épidémie de choléra à Arles (4e pandémie mondiale) en septembre (283 décès)
- 1865 : début du pavage des rues
- 1866 : 7e épidémie de choléra à Arles (4e pandémie mondiale) qui dure un mois et demi (100 décès)
- 1869 : 8e épidémie de choléra à Arles (4e pandémie mondiale) en septembre-octobre (nombre de décès ??)
- 1873-1895 : crise économique et sociale.
- 1875 : construction du nouveau pont d'Arles à Trinquetaille. Il sera représenté dans plusieurs tableaux de Vincent van Gogh. Cette même année naissance de Jeanne Calment, longtemps doyenne des Français et du monde, qui est née et décédée à Arles.
- 1883 : aménagement du boulevard des Lices et percement de la rue Gambetta
- 1884 : 9e et dernière épidémie de choléra à Arles (5e pandémie mondiale) de juillet à septembre (187 décès). Le choléra arrivé à Toulon par le bateau la Sarthe en provenance de Saïgon, gagne ensuite rapidement Marseille et Arles.
- 1888 : en février Vincent van Gogh s'installe à Arles, et y  peint les plus célèbres de ses tableaux. Il y restera jusqu'au printemps 1889. Entre octobre et décembre 1888 Gauguin vient le rejoindre.
- 1892 :  inauguration du train camarguais Arles-Salin-de-Giraud et Arles-Saintes-Maries-de-la-Mer pour la mise en valeur de la Camargue.
- 1896 : premier voyage officiel du président de la République Félix Faure dans le Midi. Au retour, il s'arrête à Arles le 8 mars.
- 1904 : création de la commune de Port-Saint-Louis-du-Rhône par distraction d'Arles et de Fos-sur-Mer.
- 1904 : le 17 novembre, l'Académie suédoise décerne le prix Nobel de littérature à Frédéric Mistral qui utilise le montant de ce prix pour la création du Museon Arlaten inauguré le 29 mai 1909.
- 1930-1933 : travaux de voirie pour le tout-à-l'égout.